# 北牛頓 (堪薩斯州)
北牛頓（英語：North Newton）是一個位於美國堪薩斯州哈維縣的城市。

## 地方資料
根據2020年美國人口普查的數據，北牛頓的面積為2.37平方千米，當中陸地面積為2.37平方千米，而水域面積為0.00平方千米。當地共有人口1814人，而人口密度為每平方千米765.4人。